# Abbie Wood
Pour les articles homonymes, voir Wood.
Abbie Wood, née le 2 mars 1999 à Buxton, est une nageuse britannique.

## Palmarès

### Championnats du monde en grand bassin
- Championnats du monde 2024 à Doha :
  -  Médaille d'argent du 4 × 200 m nage libre.

### Championnats d'Europe
- Championnats d'Europe de natation 2020 à Budapest :
  -  Médaille d'or du 4 × 100 m nage libre.
  -  Médaille d'argent du 200 m 4 nages

### Jeux européens
- Jeux européens de 2015 à Bakou : 
  -  Médaille d'or du 400 m quatre nages.
  -  Médaille d'argent du 4 × 100 m quatre nages mixte (ne nage pas la finale).
  -  Médaille de bronze du 200 m quatre nages.
  -  Médaille de bronze du 4 × 100 m quatre nages (ne nage pas la finale).